# Martigny-le-Comte
Martigny-le-Comte este o comună în departamentul Saône-et-Loire, Franța. În 2009 avea o populație de 426 de locuitori.

## Evoluția populației
| An        | 1975 | 1982 | 1990 | 1999 | 2006 | 2009 |
| --------- | ---- | ---- | ---- | ---- | ---- | ---- |
| Populație | 570  | 550  | 506  | 463  | 435  | 426  |